# Tjeckiens bandyförbund
Tjeckiens bandyförbund, Česká Asociace Bandy, är det styrande organet för bandy och rinkbandy i Tjeckien. Förbundet grundades 2013.